# Diamond Springs
Diamond Springs is een plaats in El Dorado County in Californië in de VS.

## Geografie
Diamond Springs bevindt zich op 38°41′6″Noord, 120°49′26″West. De totale oppervlakte bedraagt 15,5 km² (6,0 mijl²) waarvan slechts 0,67% water is.

## Demografie
Volgens de census van 2000 bedroeg de bevolkingsdichtheid 317,7/km² (823,0/mijl²) en bedroeg het totale bevolkingsaantal 4888 dat bestond uit:
- 90,16% blanken
- 0,10% zwarten of Afrikaanse Amerikanen
- 2,23% inheemse Amerikanen
- 0,49% Aziaten
- 0,06% mensen afkomstig van eilanden in de Grote Oceaan
- 4,48% andere
- 2,48% twee of meer rassen
- 8,51% Spaans of Latino

Er waren 1984 gezinnen en 1327 families in Diamond Springs. De gemiddelde gezinsgrootte bedroeg 2,45.

## Plaatsen in de nabije omgeving
De onderstaande figuur toont nabijgelegen plaatsen in een straal van 24 km rond Diamond Springs.